# Katherina Hetzeldorfer
Katherina Hetzeldorfer, död 1477 i Speyer, var den första dokumenterade kvinnan som avrättades för homosexualitet.
Hennes fall är det tidigast dokumenterade fallet som ledde till dödsstraff för kvinnlig homosexualitet. Före detta fanns ett fall i Rottweiler 1444, där nunnan Katharina Güldin åtalades för "sodomi" med en kvinna som inte var nunna, men det är inte känt hur det fallet förlöpte. 

## Biografi
Katherina Hetzeldorfer kom ursprungligen från Nürnberg, där en borgerlig familj med detta namn finns registrerad från samma tid. 1475 bosatte hon sig i Speyer med en kvinna hon kallade för sin syster, och som hon ska ha kidnappat från en adelsman i Wertheim. I Speyer levde Hetzeldorfer klädd i manskläder och utgav sig för att vara man. 1477 fördes hon inför rätta. Det gick då rykten om att hon hade ett förhållande med den kvinna hon levde med. En person uppgav inför rätten att hon erkänt att hon och hennes "syster" levde som man och hustru, och hon beskrev sig själv som maken. Hon ska också ha köpt sex av två andra kvinnor. Den ena av dem, Else Muter, fick beskriva inför rätta hur Hetzeldorfer hade använt en strap-on-dildo tillverkad av rött läder under samlagen. Kvinnorna uppgav alla att de hade varit okunniga om att Hetzeldorfer var född kvinna.
Hetzeldorfer dömdes som skyldig till att avrättades genom dränkning i floden Rhen. Drunkning ansågs under denna tid vara en mycket förnedrande metod för avrättning, som normalt endast utmättes till kvinnor och barn. Att kvinnor ställdes inför rätta för homosexualitet och transvestism (något som räknades som kätteri) var ovanligare än att män blev det, och när det skedde, blev de också mer sällan avrättade. År 1537 dränktes en till namnet okänd kvinna i Rhen i Grenzach utanför Basel åtalad sedan hon hade arbetat som dräng utklädd till man och gift sig med en kvinna, och 1547 blev Agatha Dietschi ställd vid skampålen i Freiburg im Breisgau och förvisad för samma handling: bådas hustrur hävdade sig även vid dessa fall vara okunniga om deras födda kön.